# Caselle Landi
Caselle Landi és un municipi italià de la província de Lodi (regió de la Llombardia) que l'any 2011 tenia 1.652 habitants. Abans d'esdevenir un feu dels marquesos Landi (1262), s'anomenà Caselle Vecchie, y després Caselle del Po. Més tard va prendre el seu nom actual. Amb la creació de la República Cisalpina (1797), Caselle Landi finalment va esdevenir la regió de Llombardia.

## Economia
El territori ocupa l'àrea plana d'origen fluvial del riu Po. Hi ha nombroses granges i llogarets dispersos pel camp, dedicades a l'agricultura.
Aquesta és, de fet, l'activitat principal, amb el cultiu de blat i farratge, carn de bestiar i els productes lactis i la cria de porcs a escala industrial. El panorama econòmic es completa amb petites empreses de la construcció, tèxtil i mecànica.

## Personalitats caselleses
- Giovanni Losi (1838-1882), religiós

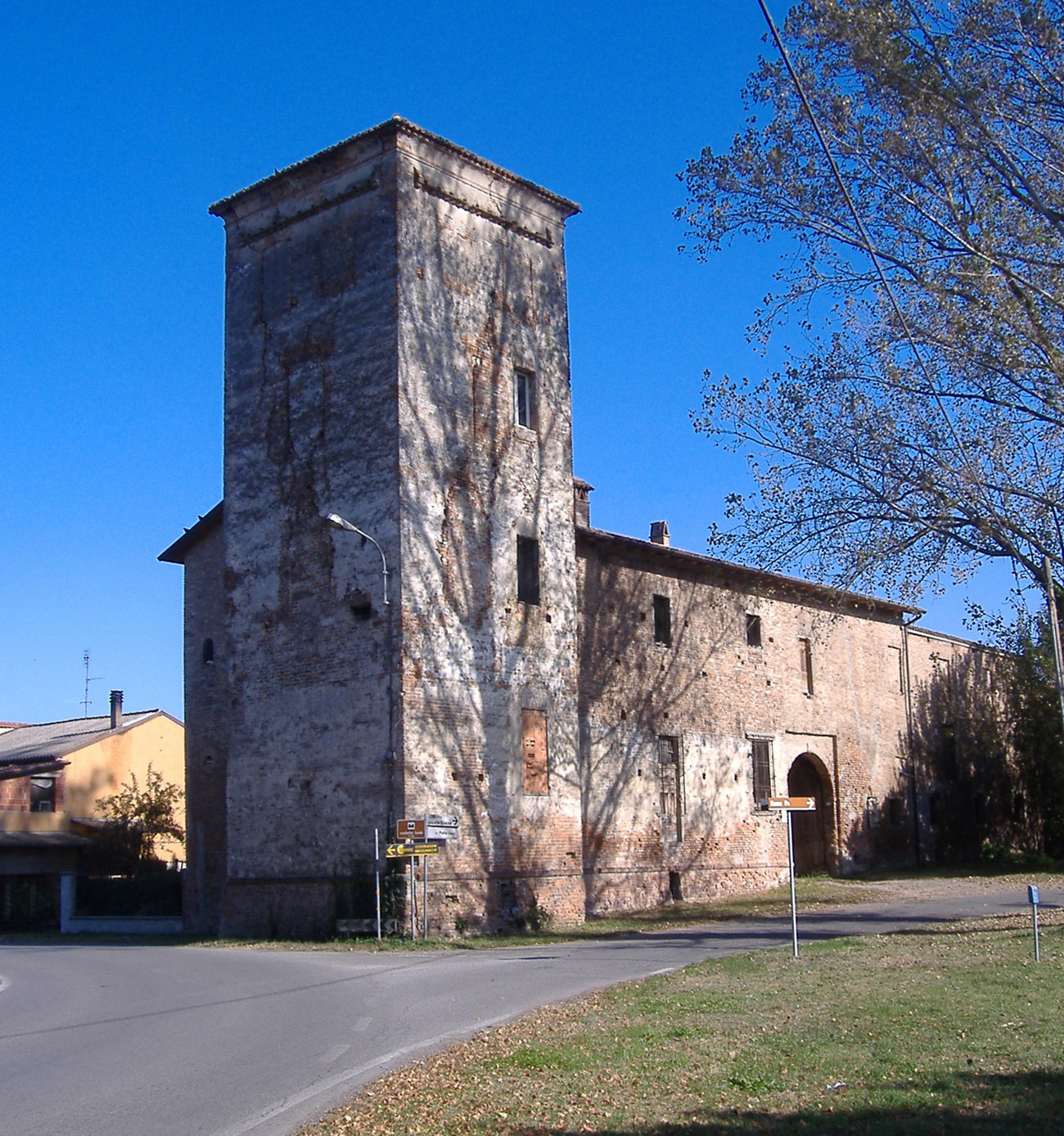
Castell vell
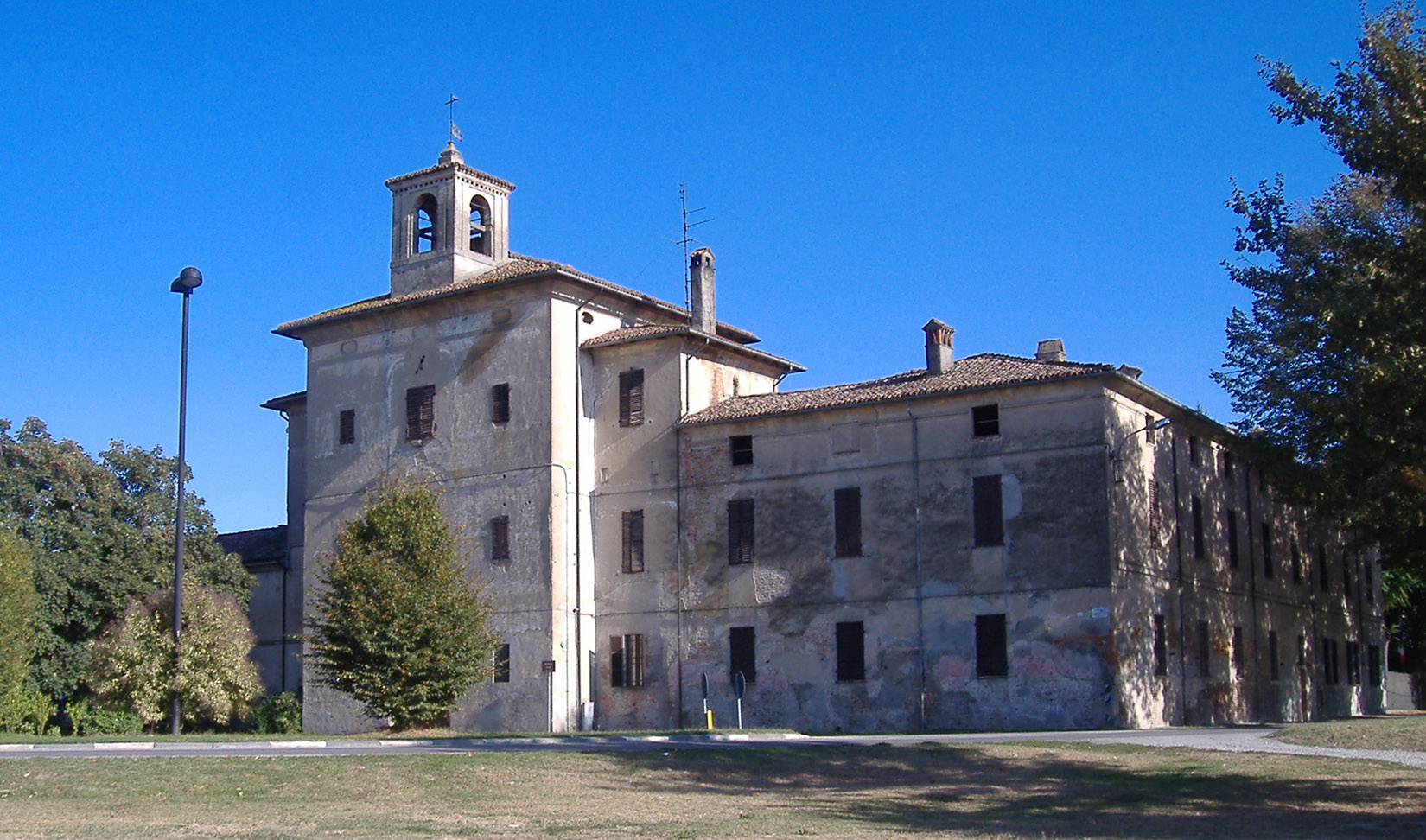
Castell nou
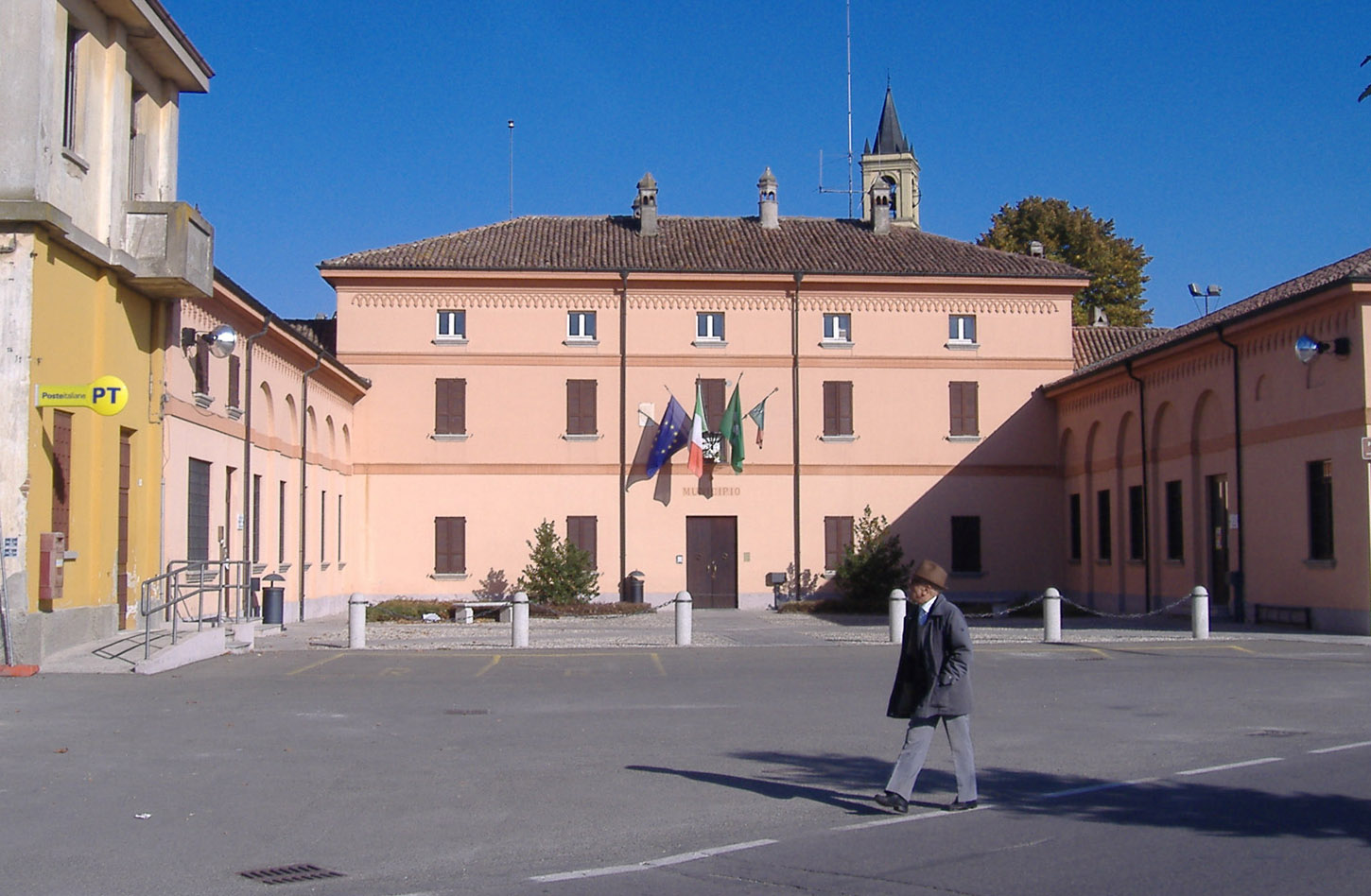
Palau municipal
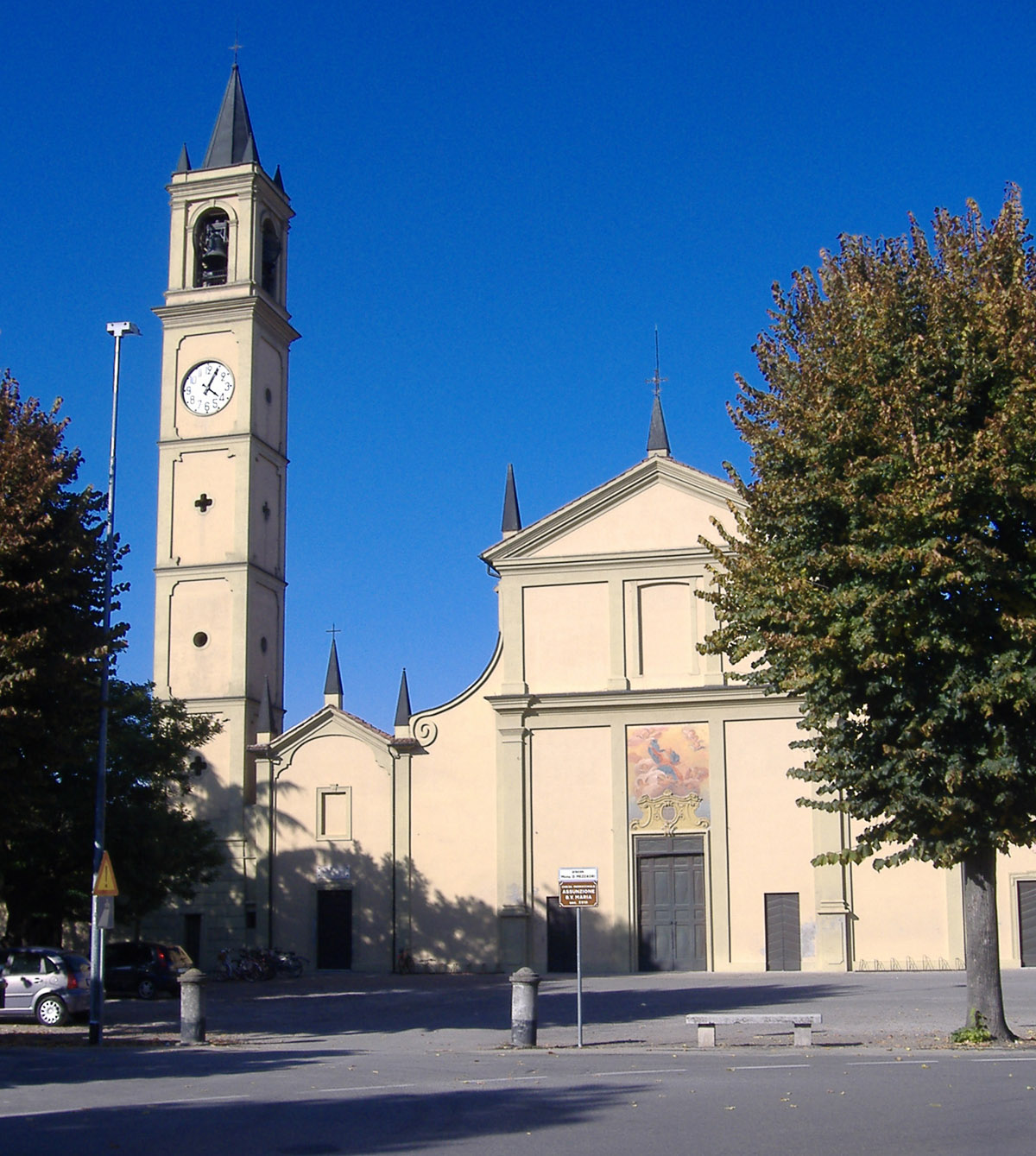
Església de l'Assumpció de Maria